# Ludwig Göring
Ludwig Göring (* 18. Dezember 1923 in Ittersbach; Baden; † 20. Januar 2011 in Ittersbach, Baden-Württemberg), auch verschiedentlich Goring geschrieben, war ein SS-Hauptscharführer der Waffen-SS, der mit der 6. Kompanie des II. Bataillons/Panzergrenadier-Regiments 35 der 16. SS-Panzergrenadier-Division „Reichsführer SS“ am Massaker von Sant’Anna di Stazzema beteiligt war. Diesem Massaker fielen insgesamt etwa 560 Zivilisten zum Opfer. Hierfür wurde Göring von einem italienischen Militärgericht in La Spezia zu einer lebenslangen Freiheitsstrafe verurteilt.
Ludwig Göring, der zugegeben hatte, im Verlauf des Massakers mehrere Frauen erschossen zu haben, wurde – trotz Verurteilung in Italien –, nachdem die Staatsanwaltschaft Stuttgart das Verfahren niedergeschlagen hatte, weder vor Gericht gestellt noch nach Italien ausgeliefert.

## Militärische Laufbahn
Göring trat zum 31. März 1941 freiwillig in die Waffen-SS ein. Seine militärische Ausbildung erfolgte in Arolsen, anschließend wurde er zum in Berlin stationierten Begleitbataillon Reichsführer SS abkommandiert. Vom Oktober 1941 bis zum April 1942 erfolgte sein erster Kampfeinsatz in der Sowjetunion. Er erkrankte schwer und lag mehrere Wochen lang im Krankenhaus. Nach seiner Genesung erfolgte seine Versetzung zum SS-Reservebataillon in Niederland, wo er zum SS-Unterscharführer befördert wurde. Bei dieser Einheit blieb er bis Ende Juli/Anfang August 1943. Anschließend erfolgte sein Einsatz als Ausbilder in einem Trainingslager in Böhmen, wo er zum SS-Hauptscharführer befördert wurde. Im Februar 1944 wurde er nach Ungarn abkommandiert und schließlich kam er Ende April/Anfang Mai mit einer motorisierten Einheit nach Pisa. In Italien verteidigte er die Gotenstellung im II. Bataillon/SS-Panzergrenadier-Regiment 35 der 16. SS-Panzergrenadier-Division gegen die vorrückenden US-Streitkräfte. Seine Division musste sich weiter nach Norden zurückziehen und das II. Bataillon lagerte nur wenige Kilometer von Sant’Anna di Stazzema entfernt. Auf dem weiteren Rückzug des deutschen Militärs wurde er am 22. September 1944 im Raum Verona durch Granatensplitter verwundet und kam ins Militärkrankenhaus im Meran.

## Massaker

### Vorgeschichte
Der 16. SS-Panzergrenadier-Division „Reichsführer SS“ fehlte es schon seit ihrem Aufbau im Herbst 1943 in Laibach an Personal und Material. Sie konnte im Verlauf ihre Kämpfe nie ihre erforderliche Divisionsstärke erreichen. In ihren Kampfeinsätzen kam es zu hohen Verlusten, die auch zur Folge hatten, dass führende Unteroffiziere fehlten. Das II. Bataillon verfügte Anfang August lediglich über eine Kampfstärke von etwa 300 Mann und war deshalb am 5. August 1944 von der Kampffront abgezogen worden und in die Nähe von Sant’Anna die Stazzema verlegt worden. Dieses Bataillon wurde am 12. August 1994, dem Tag des Massakers, von Anton Galler geführt, weil Karl Gesele ausgefallen war. Anfang August 1944 war die Division bei einer Bandensäuberung in einen Schusswechsel mit Partisanen geraten, bei dem mehrere Partisanen erschossen und fünf Männer der Waffen-SS verwundet worden waren. Daraufhin beschloss der Divisionskommandeur Max Simon sogenannte „Banden“ im Raum des Monte Gabberi und im Dorf Sant’Anna di Stazzema zu bekämpfen, was eine Ermordung von Zivilisten war.

### Ablauf
Ausgeführt wurde der Auftrag am 12. August 1944. Die 8. Kompanie war damals 35 bis 40 Mann stark. Sie hatte den Auftrag in das Gebiet des Monte Gabberi aufzusteigen und den linken Flügel der Operation abzusperren. Göring war auf der ihm zugewiesenen Position mit einem schweren Maschinengewehr in Stellung gegangen. Zwei Stunden nachdem die Kompanie ihre zugewiesenen Stellungen bezogen hatten, erhielt sie den Befehl aus dem Gebiet des Monte Gabberi in die Siedlungen von Sant’Anna di Stazzema abzusteigen. Der bewaffnete Göring kam in dem Weiler Coletti an, der aus zwei Häusern bestand. In der Front dieser Häuser befanden sich etwa 15 bis 25 in einem Kreis sitzende Frauen, die auf zwei Seiten von je 6 bis 8 Soldaten bewacht wurden. Auch sei ein hochrangiger SS-Offizier anwesend gewesen, möglicherweise ein Kompaniechef der Division. Als dieser den Befehl zur Erschießung gab, feuerte Göring mit seinem schweren Maschinengewehr in die Menschenmenge. Auch die anderen Soldaten, die sich etwa 5 bis 6 Meter entfernt von den Frauen standen, schossen. Nach den Angaben von Göring waren keine Genickschüsse mehr erforderlich. Anschließend wurden die Leichen mit Treibstoff übergossen und angesteckt. Nach dem Entzünden soll sich ein Kind aus dem Leichenstapel erhoben haben und als „lebende Fackel“ weggerannt sein. Der hochrangige Offizier befahl zwei SS-Männern, dem Kind zu folgen. Dies misslang.

## Verantwortung
Göring gab bei seiner Vernehmung an, dass er sich seiner Verantwortung bewusst sei. Er habe sich zwar der Erschießung von bis zu 25 Frauen schuldig gemacht, aber es sei ein Handeln in einem Befehlsnotstand gewesen.

## Späte juristische Aufarbeitung

### Urteile in Italien
2002 eröffnete die Militärstaatsanwaltschaft in La Spezia ein Verfahren gegen mutmaßliche Täter des Massakers von Sant’Anna di Stazzema. Möglich wurde dies, weil es Akten gab, die nach dem Ende des Zweiten Weltkrieges angelegt worden waren und sich unerkannt im sogenannten Schrank der Schande befanden. 2004 begann der Prozess vor dem Militärgerichtshof in La Spezia. Ludwig Göring, Ludwig Heinrich Sonntag und Werner Bruß, Karl Gropler, Gerhard Sommer, Alfred Schöneberg, Heinrich Schendel, Georg Rauch und Alfred Mathias Concina wurden in Abwesenheit zu einer lebenslangen Freiheitsstrafe verurteilt. Diese Urteile wurden im Jahr 2006 vom Appellationsmilitärgerichtshof in Rom in zweiter Instanz und 2007 vom Obersten Kassationsgerichtshof in dritter und letzter Instanz bestätigt.

### Ermittlungen in Deutschland
Seit 2002 ermittelte die Staatsanwaltschaft in Stuttgart gegen neun der in Italien verurteilten Personen, zu denen noch weitere fünf hinzukommen, die nicht in La Spezia angeklagt waren. Das Verfahren wurde 2011 eingestellt. Eine Wiederaufnahme der Ermittlungen wurde von der Staatsanwaltschaft Stuttgart abgelehnt.